# Ryoji Kawamoto
Ryoji Kawamoto (川本 良二 Kawamoto Ryoji?), född 25 september 1982 i Aichi prefektur, är en japansk före detta fotbollsspelare.
Kawamoto började sin karriär 2001 i Oita Trinita. Efter Oita Trinita spelade han för Ehime FC, Sagawa Printing och Zweigen Kanazawa. Han avslutade karriären 2012.